# Junior-VM i håndbold 1981 (kvinder)
Juniorverdensmesterskabet i håndbold 1981 for kvinder var det tredje junior-VM i håndbold for kvinder. Mesterskabet blev arrangeret af International Handball Federation, og slutrunden med deltagelse af 11 hold blev afviklet i Canada i perioden 17. – 25. oktober 1981.
Mesterskabet blev vundet af de forsvarende mestre Sovjetunionen foran Jugoslavien og Vesttyskland. Det var Sovjetunionens andet junior-VM-guld, og holdet gik ubesejret gennem turneringen med seks sejre i seks kampe. I den indbyrdes kamp mod sølvvinderne Jugoslavien vandt det sovjetiske hold med 25-23.

## Slutrunde

### Indledende runde
De 11 hold spillede i den indledende runde i tre grupper med tre eller fire hold. Hver gruppe spillede en enkelturnering alle-mod-alle, og de to bedst placerede hold i hver gruppe gik videre til finalerunden om placeringerne 1-6. Nr. 3 og 4 i hver gruppe gik videre placeringsrunden om 7.- til 11.-pladsen.

#### Gruppe A
| Dato | Kamp                         | Res.  |
| ---- | ---------------------------- | ----- |
| ?    | Sovjetunionen – Italien      | 44–11 |
| ?    | Vesttyskland – Italien       | 28–11 |
| ?    | Sovjetunionen – Vesttyskland | 25–16 |

| Hold            | Kampe        | Mål          | Point        |
| --------------- | ------------ | ------------ | ------------ |
| Sovjetunionen   | 2            | 69-27        | 4            |
| Vesttyskland    | 2            | 44-36        | 2            |
| Italien         | 2            | 22-72        | 0            |
| Elfenbenskysten | Meldte afbud | Meldte afbud | Meldte afbud |

#### Gruppe B
| Dato | Kamp                   | Res.  |
| ---- | ---------------------- | ----- |
| ?    | Jugoslavien – USA      | 35–70 |
| ?    | Holland – Sydkorea     | 17–19 |
| ?    | Jugoslavien – Sydkorea | 27–22 |
| ?    | Holland – USA          | 24–60 |
| ?    | Sydkorea – USA         | 38–11 |
| ?    | Jugoslavien – Holland  | 27–80 |

| Hold        | Kamp | Mål   | Point |
| ----------- | ---- | ----- | ----- |
| Jugoslavien | 3    | 89-37 | 6     |
| Sydkorea    | 3    | 79-55 | 4     |
| Holland     | 3    | 49-52 | 2     |
| USA         | 3    | 24-97 | 0     |

#### Gruppe C
| Dato | Kamp               | Res.  |
| ---- | ------------------ | ----- |
| ?    | Frankrig – Canada  | 14–19 |
| ?    | Danmark – Kina     | 26–21 |
| ?    | Frankrig – Kina    | 11–32 |
| ?    | Danmark – Canada   | 15–14 |
| ?    | Canada – Kina      | 17–29 |
| ?    | Danmark – Frankrig | 19–12 |

| Hold     | Kampe | Mål   | Point |
| -------- | ----- | ----- | ----- |
| Danmark  | 3     | 60-47 | 6     |
| Kina     | 3     | 82-54 | 4     |
| Canada   | 3     | 50-58 | 2     |
| Frankrig | 3     | 37-70 | 0     |

### Placeringsrunde
I placeringsrunden spillede treerne og firerne fra hver indledende gruppe om placeringerne 7-11. De seks hold spillede en enkeltturnering alle-mod-alle, bortset fra at hold fra samme indledende gruppe ikke mødtes igen – i stedet blev resultatet af holdenes indbyrdes opgør i den indledende runde ført med over til placeringsrunden.
| Dato | Kamp               | Res.  |
| ---- | ------------------ | ----- |
| ?    | Frankrig – Italien | 27–17 |
| ?    | Canada – USA       | 23–11 |
| ?    | Italien – USA      | 25–90 |
| ?    | Holland – Canada   | 17–12 |
| ?    | Italien – Canada   | 14–26 |
| ?    | Holland – Frankrig | 13–18 |
| ?    | Frankrig – USA     | 34–13 |
| ?    | Italien – Holland  | 18–15 |

| Plac. | Hold     | Kampe | Mål     | Point |
| ----- | -------- | ----- | ------- | ----- |
| 7.    | Frankrig | 4     | 93-62   | 6     |
| 8.    | Canada   | 4     | 80-56   | 6     |
| 9.    | Holland  | 4     | 69-54   | 4     |
| 10.   | Italien  | 4     | 74-77   | 4     |
| 11.   | USA      | 4     | 039-106 | 0     |

### Finalerunde
I finalerunden spillede de to bedst placerede hold fra hver indledende gruppe om placeringerne 1-6. De seks hold spillede en enkeltturnering alle-mod-alle, bortset fra at hold fra samme indledende gruppe ikke mødtes igen – i stedet blev resultatet af holdenes indbyrdes opgør i den indledende runde ført med over til finalerunden.
| Dato | Kamp                        | Res.  |
| ---- | --------------------------- | ----- |
| ?    | Sovjetunionen – Kina        | 32–14 |
| ?    | Jugoslavien – Vesttyskland  | 21–13 |
| ?    | Danmark – Sydkorea          | 20–28 |
| ?    | Sovjetunionen – Sydkorea    | 34–24 |
| ?    | Vesttyskland – Kina         | 19–17 |
| ?    | Jugoslavien – Danmark       | 22–18 |
| ?    | Vesttyskland – Sydkorea     | 19–12 |
| ?    | Sovjetunionen – Danmark     | 22–16 |
| ?    | Jugoslavien – Kina          | 32–17 |
| ?    | Danmark – Vesttyskland      | 11–17 |
| ?    | Sydkorea – Kina             | 28–20 |
| ?    | Sovjetunionen – Jugoslavien | 25–23 |

| Plac.  | Hold          | Kampe | Mål     | Point |
| ------ | ------------- | ----- | ------- | ----- |
| Guld   | Sovjetunionen | 5     | 138-930 | 10    |
| Sølv   | Jugoslavien   | 5     | 125-950 | 8     |
| Bronze | Vesttyskland  | 5     | 84-86   | 6     |
| 4.     | Sydkorea      | 5     | 114-120 | 4     |
| 5.     | Danmark       | 5     | 091-110 | 2     |
| 6.     | Kina          | 5     | 089-137 | 0     |